# Бабичів Став
Бабичів Став, відомий також як Слобідське озеро — ставок, що знаходиться в Пересипському районі міста Одеси, між історичним районом Слобідка і Шкодовою горою. Ставок був викопаний як кар'єр і тривалий час використовувався як пожежна водойма для Нафтопереробного заводу.
Водойма в різні періоди називалася також Циганський ставок, Любочкин ставок, Кривий ставок. В 1970-х роках він був достатньо чистим, а сходи із боку вулиці Озерної вели до пляжу. на даний час ставок занедбаний, зарослий очеретом.